# Kosovska Mitrovica
Kosovska Mitrovica (em sérvio:  Косовска Митровица, transl. Kosovska Mitrovica; em albanês:  Mitrovicë) é um município no norte da Província Autônoma de Cossovo e Metóquia, localizado no Distrito de Kosovska Mitrovica, sendo de jure parte da República da Sérvia.
Sua área é de 336 km² com 49 assentamentos no município.
Já foi denominada Titova Mitrovica. É banhada pelo rio Ibar.[carece de fontes?]
Sua população em 2011 foi estimada de 71 601 habitantes - antes da Guerra do Kosovo, 110.310 pessoas habitavam o município, dos quais 81% de etnia albanesa, 10% sérvios e o restante predominantemente de etnia roma (ciganos).[carece de fontes?]

## Personalidades conhecidas que nasceram em Kosovska Mitrovica
- Valon Behrami, futebolista (possui cidadania suíça)
- Miloš Krasić, futebolista (possui cidadania sérvia)
- Riza Lushta, futebolista (vencedor da Coppa Italia de 1941-42 com a Juventus)
- Rexhep Mitrovica, político (ex-primeiro-ministro da Albânia)
- Bekim Bejta, poeta e tradutor
- Milan Biševac, futebolista (possui cidadania sérvia)
- Muharrem Qena, ator e cantor
- Bajram Rexhepi, político
- Diana Avdiu, modelo (semifinalista do Miss Universo 2012)
- Erton Fejzullahu, futebolista (possui cidadania sueca)
- Stevan Stojanović, futebolista (possui cidadania sérvia, campeão europeu em 1990-91 com o Estrela Vermelha de Belgrado)

## Cidades-irmãs
- Tirana,  Albânia;
- Elbasan,  Albânia;
- Shëngjin,  Albânia;
- Kendari,  Indonésia;
- Vučitrn,  Sérvia;
- Kumanovo,  Macedônia do Norte;
- San Cristóbal,  Venezuela